# Hill and Cakemore
Hill and Cakemore var en civil parish från 1919 till 1874, i grevskapet Worcestershire (nu West Midlands), i England. Denna civil parish hade 13 651 invånare år 1951.